# Pampa, Texas
Pampa là một thành phố thuộc quận Gray, tiểu bang Texas, Hoa Kỳ. Năm 2010, dân số của xã này là 17994 người.

## Dân số
- Dân số năm 2000: 17887 người.
- Dân số năm 2010: 17994 người.